# Okręty patrolowe typu Castle
Okręty patrolowe typu Castle – typ brytyjskich okrętów patrolowych, zbudowanych dla Royal Navy na początku lat 80. XX wieku w stoczni Hall, Russell & Company w Aberdeen. Zbudowano dwie z sześciu planowanych jednostek tego typu.
Okręty zaprojektowano w odpowiedzi na krytykę wcześniejszego typu Island. Jednostki typu Castle charakteryzowały się m.in. o 300 t większą wypornością, większą stabilnością na morzu i o 3 węzły większą prędkością maksymalną. Na ich pokładzie umieszczono lądowisko przystosowane dla śmigłowca Westland Sea King lub Lynx.
Podstawowymi zadaniami wypełnianymi przez okręty była ochrona brytyjskiej floty rybackiej oraz złóż ropy naftowej i gazu ziemnego na Morzu Północnym. Jednostki przystosowane były również do pełnienia funkcji stawiaczy min, a na ich wyposażeniu znajdowały się urządzenia do czyszczenia wycieków ropy naftowej.
Od czasu wojny flaklandzkiej okręty na przemian stacjonowały na Falklandach, zmieniając się co trzy lata.
Okręty wycofano ze służby w latach 2005–2008 i sprzedano marynarce wojennej Bangladeszu. Ich miejsce w Royal Navy zajęły okręty patrolowe typu River.

## Okręty
- HMS „Leeds Castle” (P258) (sprzedany do Bangladeszu jako "Bijoy")
- HMS „Dumbarton Castle” (P265) (sprzedany do Bangladeszu jako "Dhaleshwari")